# Kanton Gavray
Der Kanton Gavray war von 1790 bis 2015 ein französischer Wahlkreis im Arrondissement Coutances, im Département Manche und in der Region Normandie; sein Hauptort war Gavray. Der Kanton war circa 144 km² groß und hatte 5439 Einwohner (Stand 2012).
Der Kanton umfasste Wahlberechtigte aus folgenden 13 Gemeinden:
| Gemeinde            | Einwohner Jahr | Fläche km² | Bevölkerungsdichte | Code INSEE | Postleitzahl |
| ------------------- | -------------- | ---------- | ------------------ | ---------- | ------------ |
| La Baleine          | 96 (2013)      | –          | – Einw./km²        | 50028      | 50450        |
| Gavray              | 1463 (2013)    | –          | – Einw./km²        | 50197      | 50450        |
| Grimesnil           | 61 (2013)      | –          | – Einw./km²        | 50221      | 50450        |
| Hambye              | 1182 (2013)    | –          | – Einw./km²        | 50228      | 50450        |
| Lengronne           | 454 (2013)     | –          | – Einw./km²        | 50266      | 50450        |
| Le Mesnil-Amand     | 176 (2013)     | –          | – Einw./km²        | 50301      | 50450        |
| Le Mesnil-Garnier   | 235 (2013)     | –          | – Einw./km²        | 50311      | 50450        |
| Le Mesnil-Rogues    | 166 (2013)     | –          | – Einw./km²        | 50320      | 50450        |
| Le Mesnil-Villeman  | 237 (2013)     | –          | – Einw./km²        | 50326      | 50450        |
| Montaigu-les-Bois   | 246 (2013)     | –          | – Einw./km²        | 50336      | 50450        |
| Saint-Denis-le-Gast | 539 (2013)     | –          | – Einw./km²        | 50463      | 50450        |
| Sourdeval-les-Bois  | 193 (2013)     | –          | – Einw./km²        | 50583      | 50450        |
| Ver                 | 382 (2013)     | –          | – Einw./km²        | 50626      | 50450        |